# Taromenane
Los Taromenane son un grupo humano indígena no contactado que viven en el Parque nacional Yasuní, ubicado en la cuenca amazónica ecuatoriana. Juntos a los Tagaeri conforman los dos últimos grupos conocidos de grupos indígenas que viven en aislamiento voluntario en la selva ecuatoriana. Se cree que estas comunidades están lejanamente emparentadas con los Waorani. Viven en la selva amazónica.
Se estima que existen unos 150 a 300 Taromenanes y unos 20 a 30 Tagaeris, que aún mantienen el nomandismo en las pluviselvas, practicando su cultura ancestral. Estas cifras no aciertan en lo general.
Los Taromenanes han estado recientemente bajo amenaza de la explotación petrolera y la tala ilegal en el Parque nacional Yasuní. El 15 de febrero de 2008, autoridades del Ecuador acordaron investigar un reporte que indicaba que cinco miembros de los Taromenanes y Tagaeris fueron asesinados por taladores ilegales, sin embargo no se ha llegado a ninguna conclusión por parte del Estado ecuatoriano.
El 30 de marzo de 2013, un grupo de 20 a 30 Taromenanes murieron a manos de un grupo de Huaorani, en venganza por la muerte de parientes de ellos.
- Datos: Q1791512